# エルデル・ポスティガ
- エルデル・ポスティガ
- エウデル・ポスティガ
- エルデル・ポスチガ
- エウデル・ポスチガ

エルデル・マヌエル・マルケス・ポスティガ（Hélder Manuel Marques Postiga, 1982年8月2日 - ）は、ポルトガル出身の元サッカー選手。元ポルトガル代表である。現役時代のポジションはフォワード。

## 経歴

### クラブ

#### ポルト
ノルテ地方のヴィラ・ド・コンデに生まれ、北部のヴァルジンSCの下部組織に入団した。1998年、16歳の時にFCポルトの下部組織に移って成長を続けた。オクタヴィオ・マチャド監督はポスティガを何回かトップチームで起用し、ポスティガも監督の期待に応えた。ジョゼ・モウリーニョ監督の下で飛躍的な成長を遂げ、まだ20歳だった2002-03シーズンにはリーグ戦で13得点を挙げた。

#### トッテナム
2003年夏、イングランドのトッテナム・ホットスパーFCに移籍した。移籍金は625万ポンド（900万ユーロ）であり、最大で836万ポンド（1200万ユーロ）まで上昇する。しかし、イングランドのサッカーへの適応に失敗し、リヴァプールFC戦（リーグ）での得点 とマンチェスター・シティFC戦（フットボールリーグカップ）での得点のわずか2得点に終わった。

#### ポルト復帰

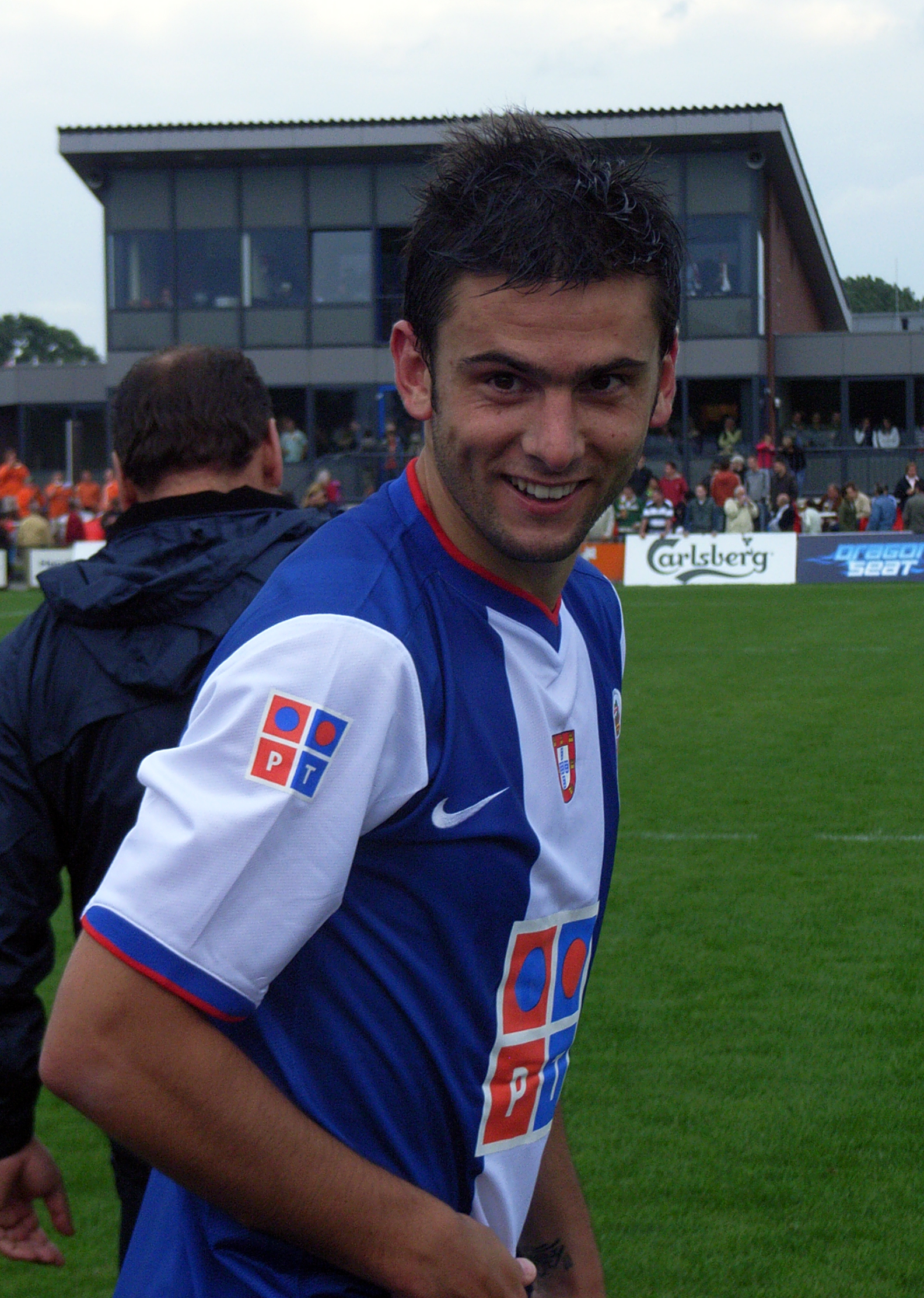
ポルト時代のポスティガ (2007)

2004年夏、ペドロ・メンデスと入れ替わる形でFCポルトに復帰。トッテナムには750万ユーロが支払われた。ビクトル・フェルナンデス新監督はポスティガを積極的に起用したが、2004-05シーズンは失望のシーズンとなった。しかし、ジョゼ・コウセイロ監督が就任すると、シーズン終了までに3得点を挙げた。2005年のプレシーズンには結果を残したが、コー・アドリアーンセ新監督はポスティガのプレーに満足せず、ポスティガにBチーム降格を命じた。2006年1月1日、2006 FIFAワールドカップのメンバーに選ばれるためにフランスのASサンテティエンヌにレンタル移籍した。2006-07シーズン後半戦はFCメス戦 (1-0) とル・マンUC戦 (1-0) の2試合でゴールを挙げた。レンタル元で監督が交代したため、2006年夏にFCポルトに復帰した。2006-07シーズン序盤戦では2005-06シーズンのプレーから大きな改善を見せ、チームのレギュラーとして出場した。しかし、シーズンが進むにつれてプレーの質が落ち、ブラジル人のアドリアーノにポジションを奪われたが、最終的に2006-07シーズンはリーグ戦で10得点を挙げた。2008年1月14日、6カ月の契約でギリシャ・スーパーリーグのパナシナイコスFCにレンタル移籍した。AEKアテネFCとのアテネ・ダービー (1-1) で移籍後初得点を挙げた。

#### スポルティングCP
2008年6月1日、ポルトのライバルであるスポルティングCPと3年契約を結んだ。スポルティングが移籍金250万ユーロを支払って保有権の50%を獲得したと報道された。9月1日、SCブラガ戦 (1-0) 戦で移籍後初得点を挙げた。2009-10シーズンはリーグ戦で4位に終わったチームとともにポスティガも大失敗に終わり、シーズン開幕から8ヶ月も公式戦で無得点の期間が続いた。シーズン序盤は先発で起用されたが、すぐにポジションを失い、下部組織上がりのカルロス・サレイロにポジションを奪われた。

#### レアル・サラゴサ
2011年8月31日、移籍市場が閉まる直前にスペインのレアル・サラゴサに移籍した。移籍金は100万ユーロ。サラゴサにはフェルナンド・メイラとルベン・ミカエルというふたりのポルトガル人選手が在籍していた。10月16日のレアル・ソシエダ戦 (2-0) で移籍後初得点を含む2得点を挙げ、そのうちの1点はバイシクルキックで挙げた。11月6日のスポルティング・ヒホン戦 (1-1) では93分に得点して土壇場で勝ち点を奪った。

#### バレンシア
サラゴサの降格に伴い2013年8月8日、トッテナム・ホットスパーFCに移籍したロベルト・ソルダードの後釜としてバレンシアCFへ移籍。しかし、15試合で3ゴールに留まった。

#### ラツィオ
2014年1月30日、SSラツィオに買い取りオプション付きでレンタル移籍した。

#### デポルティーボ・ラ・コルーニャ
2014年9月1日、デポルティーボ・ラ・コルーニャへの移籍が発表された。

#### アトレティコ・デ・コルカタ
2015年7月29日、アトレティコ・デ・コルカタ（現・ATK）に移籍した。

#### リオ・アヴェ
2016年2月1日、リオ・アヴェFCに移籍した。

#### アトレティコ・デ・コルカタ 復帰
2016年8月12日、アトレティコ・デ・コルカタに復帰した。

### 代表

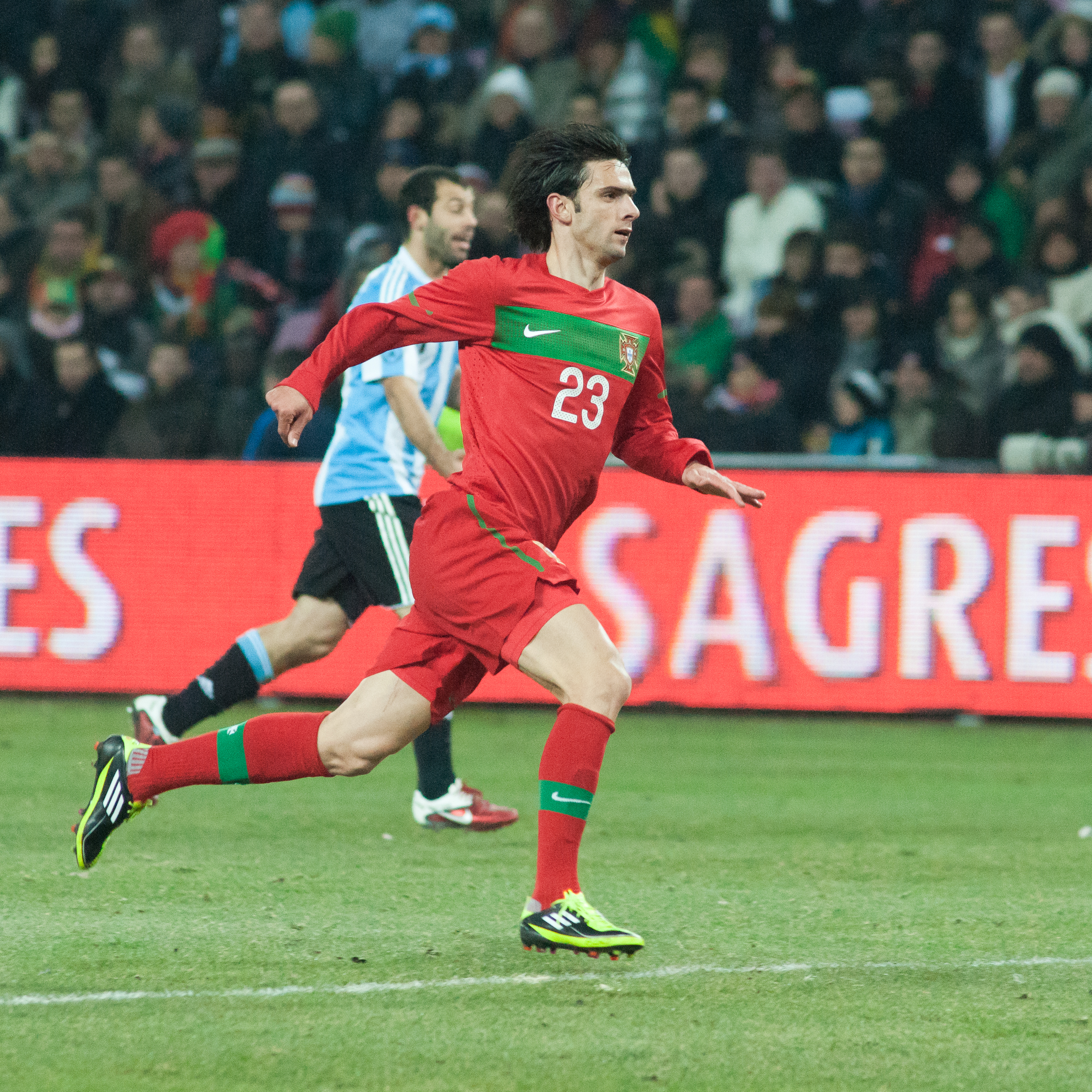
ポルトガル代表でプレーするポスティガ
（2011年2月9日、アルゼンチン戦）

FCポルト在籍時にはU-21ポルトガル代表に継続的に招集され、16試合に出場して13得点を挙げた。
2003年にポルトガル代表に初招集された。2004年には母国開催となったUEFA EURO 2004に出場し、準々決勝のイングランド戦では83分に1-1の同点に追いつく得点を決めた。試合はPK戦に持ち込まれ、ポスティガはチップキックでPKを決めて決勝進出を果たした。2006 FIFAワールドカップ・ヨーロッパ予選では4得点を挙げ、2006 FIFAワールドカップ本大会にも出場し、グループリーグのアンゴラ戦に先発出場して2-1で勝利した。
UEFA EURO 2008本大会では途中出場が多かったが、準々決勝のドイツ戦 (2-3) では試合終了間際にゴールを決めた。UEFA EURO 2008後は2年以上も招集外が続いたが、2010年10月のUEFA EURO 2012予選・デンマーク戦とアイスランド戦のために久々に招集された。このアイスランド戦 (3-1) で得点し、さらに11月17日には2010 FIFAワールドカップ優勝国のスペインとの親善試合 (4-0) でも2得点を挙げた。2011年6月4日、UEFA EURO 2012予選のノルウェー戦 (1-0) で決勝点を挙げた。この得点で代表での得点数を15点に伸ばし、ポルトガル代表の歴代得点ランキングで10位に浮上した。11月15日、同予選プレーオフのボスニア・ヘルツェゴビナ戦セカンドレグ (6-2) では2得点を挙げ、ポルトガルの本大会出場権獲得に貢献した。

## 個人成績

### クラブでの出場記録
2016年9月26日時点
| クラブ                         | リーグ                   | シーズン | リーグ | リーグ | カップ | カップ | リーグカップ | リーグカップ | 欧州カップ | 欧州カップ | 通算 | 通算 |
| クラブ                         | リーグ                   | シーズン | 出場   | 得点   | 出場   | 得点   | 出場         | 得点         | 出場       | 得点       | 出場 | 得点 |
| ------------------------------ | ------------------------ | -------- | ------ | ------ | ------ | ------ | ------------ | ------------ | ---------- | ---------- | ---- | ---- |
| FCポルト                       | スーペル・リーガ         | 2001-02  | 27     | 9      | 0      | 0      | –            | –            | 11         | 1          | 38   | 10   |
| FCポルト                       | スーペル・リーガ         | 2002-03  | 31     | 13     | 1      | 0      | –            | –            | 12         | 6          | 44   | 19   |
| FCポルト                       | スーペル・リーガ         | 通算     | 58     | 22     | 1      | 0      | –            | –            | 23         | 7          | 82   | 29   |
| トッテナム                     | プレミアリーグ           | 2003-04  | 19     | 1      | 5      | 0      | –            | –            | 0          | 0          | 24   | 1    |
| トッテナム                     | プレミアリーグ           | 通算     | 19     | 1      | 5      | 0      | –            | –            | 0          | 0          | 24   | 1    |
| FCポルト                       | スーペル・リーガ         | 2004-05  | 24     | 3      | 2      | 0      | –            | –            | 7          | 0          | 33 * | 3    |
| FCポルト                       | スーペル・リーガ         | 2005-06  | 2      | 0      | 0      | 0      | –            | –            | 0          | 0          | 2    | 0    |
| FCポルト                       | スーペル・リーガ         | 通算     | 26     | 3      | 2      | 0      | –            | –            | 7          | 0          | 35   | 3    |
| サンテティエンヌ               | リーグ・アン             | 2005-06  | 16     | 2      | 1      | 0      | –            | –            | 0          | 0          | 17   | 2    |
| FCポルト                       | スーペル・リーガ         | 2006-07  | 24     | 11     | 0      | 0      | –            | –            | 7          | 1          | 31   | 12   |
| FCポルト                       | スーペル・リーガ         | 2007-08  | 5      | 1      | 2      | 1      | 0            | 0            | 4          | 0          | 11   | 2    |
| FCポルト                       | スーペル・リーガ         | 通算     | 29     | 12     | 2      | 1      | 0            | 0            | 11         | 1          | 42   | 14   |
| パナシナイコス                 | ギリシャ・スーパーリーグ | 2007-08  | 14     | 2      | 0      | 0      | –            | –            | 2          | 0          | 16   | 2    |
| スポルティングCP               | スーペル・リーガ         | 2008-09  | 21     | 5      | 1      | 0      | 3            | 0            | 5          | 0          | 30 * | 5    |
| スポルティングCP               | スーペル・リーガ         | 2009-10  | 22     | 1      | 0      | 0      | 2            | 0            | 7          | 0          | 31   | 1    |
| スポルティングCP               | スーペル・リーガ         | 2010-11  | 25     | 6      | 3      | 1      | 3            | 1            | 12         | 4          | 43   | 12   |
| スポルティングCP               | スーペル・リーガ         | 通算     | 68     | 12     | 3      | 1      | 8            | 1            | 24         | 4          | 104  | 18   |
| レアル・サラゴサ               | リーガ・エスパニョーラ   | 2011-12  | 33     | 9      | 1      | 0      | –            | –            | –          | –          | 34   | 9    |
| レアル・サラゴサ               | リーガ・エスパニョーラ   | 2012-13  | 37     | 14     | 4      | 0      | –            | –            | –          | –          | 41   | 14   |
| レアル・サラゴサ               | リーガ・エスパニョーラ   | 通算     | 70     | 23     | 5      | 0      | 0            | 0            | 0          | 0          | 75   | 23   |
| バレンシア                     | リーガ・エスパニョーラ   | 2013-14  | 15     | 3      | 3      | 1      | –            | –            | 5          | 0          | 23   | 4    |
| ラツィオ                       | セリエA                  | 2013-14  | 5      | 0      | 0      | 0      | –            | –            | –          | –          | 5    | 0    |
| デポルティーボ・ラ・コルーニャ | リーガ・エスパニョーラ   | 2014-15  | 14     | 1      | 2      | 1      | –            | –            | –          | –          | 16   | 2    |
| アトレティコ・デ・コルカタ     | スーパーリーグ           | 2015     | 1      | 2      | –      | –      | –            | –            | –          | –          | 1    | 2    |
| リオ・アヴェ                   | スーペル・リーガ         | 2015-16  | 10     | 5      |        |        |              |              |            |            |      |      |
| アトレティコ・デ・コルカタ     | スーパーリーグ           | 2016     | 11     | 2      |        |        |              |              |            |            |      |      |
| 総通算                         |                          |          |        |        |        |        |              |              |            |            |      |      |

*スーペルタッサ・カンディド・デ・オリベイラの1試合も含む

## 代表歴

### 出場大会
- ポルトガル代表
  - 2006 FIFAワールドカップ
  - 2014 FIFAワールドカップ

### 試合数
- 国際Aマッチ 71試合 27得点（2003年-2014年）[23]

| ポルトガル代表 | 国際Aマッチ | 国際Aマッチ |
| 年             | 出場        | 得点        |
| -------------- | ----------- | ----------- |
| 2003           | 4           | 2           |
| 2004           | 7           | 4           |
| 2005           | 10          | 3           |
| 2006           | 6           | 0           |
| 2007           | 4           | 1           |
| 2008           | 3           | 1           |
| 2009           | 0           | 0           |
| 2010           | 3           | 3           |
| 2011           | 9           | 5           |
| 2012           | 11          | 4           |
| 2013           | 9           | 4           |
| 2014           | 5           | 0           |
| 通算           | 71          | 27          |

### 得点
| #   | 日時           | 場所             | 相手                     | スコア | 結果 | 大会                                    |
| --- | -------------- | ---------------- | ------------------------ | ------ | ---- | --------------------------------------- |
| 1.  | 2003年6月13日  | リスボン         | ボリビア                 | 3–0    | 4–0  | 親善試合                                |
| 2.  | 2003年6月13日  | リスボン         | ボリビア                 | 4–0    | 4–0  | 親善試合                                |
| 3.  | 2004年6月5日   | セトゥーバル     | リトアニア               | 4-1    | 4–1  | 親善試合                                |
| 4.  | 2004年6月24日  | リスボン         | イングランド             | 1–1    | 2-2  | UEFA EURO 2004                          |
| 5.  | 2004年9月8日   | レイリア         | エストニア               | 2–0    | 4–0  | 2006 FIFAワールドカップ・ヨーロッパ予選 |
| 6.  | 2004年9月8日   | レイリア         | エストニア               | 4-0    | 4–0  | 2006 FIFAワールドカップ・ヨーロッパ予選 |
| 7.  | 2005年3月26日  | バルセロス       | カナダ                   | 3–0    | 4-1  | 親善試合                                |
| 8.  | 2005年3月30日  | ブラチスラヴァ   | スロバキア               | 1-1    | 1-1  | 2006 FIFAワールドカップ・ヨーロッパ予選 |
| 9.  | 2005年8月17日  | ポンタ・デルガダ | エジプト                 | 2–0    | 2–0  | 親善試合                                |
| 10. | 2007年6月2日   | ブリュッセル     | ベルギー                 | 1–2    | 1–2  | UEFA EURO 2008予選                      |
| 11. | 2008年6月19日  | バーゼル         | ドイツ                   | 2–3    | 2-3  | UEFA EURO 2008                          |
| 12. | 2010年10月12日 | レイキャヴィーク | アイスランド             | 1–3    | 1–3  | UEFA EURO 2012予選                      |
| 13. | 2010年11月17日 | リスボン         | スペイン                 | 2–0    | 4–0  | 親善試合                                |
| 14. | 2010年11月17日 | リスボン         | スペイン                 | 3–0    | 4–0  | 親善試合                                |
| 15. | 2011年6月4日   | リスボン         | ノルウェー               | 1–0    | 1–0  | UEFA EURO 2012予選                      |
| 16. | 2011年8月10日  | ファロ           | ルクセンブルク           | 1–0    | 5-0  | 親善試合                                |
| 17. | 2011年10月7日  | ポルト           | アイスランド             | 3–0    | 5-3  | UEFA EURO 2012予選                      |
| 18. | 2011年11月15日 | リスボン         | ボスニア・ヘルツェゴビナ | 4-2    | 6-2  | UEFA EURO 2012予選                      |
| 19. | 2011年11月15日 | リスボン         | ボスニア・ヘルツェゴビナ | 6-2    | 6-2  | UEFA EURO 2012予選                      |
| 20. | 2012年6月13日  | リヴィウ         | デンマーク               | 0-2    | 2-3  | UEFA EURO 2012                          |
| 21. | 2012年9月7日   | ルクセンブルク   | ルクセンブルク           | 1-2    | 1-2  | 2014 FIFAワールドカップ・ヨーロッパ予選 |
| 22. | 2012年9月11日  | ブラガ           | アゼルバイジャン         | 2-0    | 3-0  | 2014 FIFAワールドカップ・ヨーロッパ予選 |
| 23. | 2012年10月16日 | ポルト           | 北アイルランド           | 1-1    | 1-1  | 2014 FIFAワールドカップ・ヨーロッパ予選 |
| 24. | 2013年2月6日   | ギマランイス     | エクアドル               | 2-1    | 2-3  | 親善試合                                |
| 25. | 2013年3月22日  | ラマト・ガン     | イスラエル               | 3-2    | 3-3  | 2014 FIFAワールドカップ・ヨーロッパ予選 |
| 26. | 2013年6月8日   | リスボン         | ロシア                   | 1-0    | 1-0  | 2014 FIFAワールドカップ・ヨーロッパ予選 |
| 27. | 2013年10月15日 | コインブラ       | ルクセンブルク           | 3-0    | 3-0  | 2014 FIFAワールドカップ・ヨーロッパ予選 |

## タイトル

### クラブ
FCポルト
- UEFAカップ : 2002-03
- インターコンチネンタルカップ : 2004
- スーペル・リーガ : 2002-03, 2005-06, 2006-07
- タッサ・デ・ポルトガル : 2002-03
- スーペルタッサ・カンディド・デ・オリベイラ : 2004

スポルティングCP
- スーペルタッサ・カンディド・デ・オリベイラ : 2008

アトレティコ・デ・コルカタ
- インディアン・スーパーリーグ : 2016

### 勲章
- Medal of Merit, Order of the Immaculate Conception of Vila Viçosa (House of Braganza)[24]